# Feminismo marxista
El feminismo marxista es una corriente de la teoría feminista que defiende la abolición del capitalismo y la implantación del socialismo como forma de liberación de las mujeres, partiendo de que el sistema capitalista conlleva la opresión de las mujeres, materializada en desigualdad económica, confusión política, moral burguesa y relaciones sociales insalubres.
La concepción de la propiedad privada, así como de la familia (creación del mismo sistema capitalista) es, para muchos pensadores marxistas y socialistas, el punto de eclosión de la opresión del sexo femenino en la sociedad. Por ende el único modo de liberación al que este sexo puede recurrir, según Marx, es acabar con este sistema, al igual que involucrarse con mayor frecuencia en el trabajo, en donde, tanto hombres como mujeres, participen en condiciones igualitarias obteniendo la misma distinción por el nivel de productividad generado de ambas partes.
El reconocimiento de la opresión que sufre la mujer, era un tema ya presente desde el Manifiesto Comunista, escrito por Friedrich Engels y Karl Marx. Marx tomaba a la división de clases como el comienzo de la desigualdad, de la violencia, y estragos a los que se enfrentaba la mujer; por su parte, Engels propuso que el origen de esta opresión, además de estar relacionada con la clases sociales,  apuntaba hacia la aparición de la idea de la familia y el matrimonio.
Así mismo, los revolucionarios rusos, León Trotski y Vladimir Lenin, coincidieron con estas ideas. Trotski señaló al ideal de la familia como la fuente opresora de la mujer, que únicamente señala a ésta como mecanismo reproductor de la fuerza de trabajo futura para el sistema capitalista, a lo que Lenin le llamó como esclavitud doméstica.
Desde la revolución de 1830 en Francia y Europa nacen las primeras organizaciones grupales de esposas de los revolucionarios, las cuales durante el siglo XIX fueron describiendo los problemas y crisis sociales del sistema en que habitaban las mujeres, explotación laboral, abusos sexual y físico en los hogares, falta de salud y protección estatal, delincuencia juvenil, malnutrición de la población, analfabetismo de la mujer, trabajo infantil que afectaría a millones de hijos y nietos de mujeres en las industrias, los primeros grupos feministas del mundo y Europa nacen bajo la revolución de 1847-1848, 1890 y luego 1917 y 1918 Revolución rusa, es la base origen del feminismo mundial y legado de la Revolución Francesa y sus posrevoluciones.

### Primeras organizaciones feministas en Rusia
En 1900 se publicó el panfleto La mujer trabajadora de Nadezhda Krupskaya, se pretendía demostrar que el triunfo del proletariado podría proporcionar la liberación de la mujer, que también forma parte de la clase obrera. El panfleto se dividió en tres secciones que comprobaban el ideal de su autora; la primera se enfocaba en  las condiciones laborales bajo las que se encuentran las trabajadoras; la segunda estaba relacionada al núcleo familiar y la tercera era específicamente sobre la crianza de los niños, la cual se daba en condiciones deplorables y abogaba también por la educación de estos como parte fundamental de su desarrollo.
Dicho folleto provocó agitación en la sociedad rusa, convocó a grupos de trabajadoras para ser partícipes de la lucha política, a luchar por sus derechos y mejores condiciones laborales.
Previo a la revolución de 1905, precedente a la de 1917, los derechos de la sociedad rusa eran nulos y las organizaciones sociales eran precarias en aquel entonces, y en cuanto a las organizaciones feministas, no existían, al menos formalmente. La primera fue la Sociedad de Ayuda Mutua de las Mujeres Rusas, creada en 1895, aunque su participación e influencia adquirió mayor relevancia hasta después de la revolución de 1905. Apoyó al sector femenino brindando centros de acogida para trabajadoras, así como para sus hijos, y organizando conferencias que promovieran una educación que las capacitara para poder integrarse al ámbito laboral.
Días más tarde del estallido de la revolución de 1905, fue fundada en Moscú la segunda organización feminista de la época, la Unión Panrusa para la Igualdad de Derechos de las Mujeres. Entre sus líderes se encontraban Zinaida Mirovich y Anna Kalmanovich en Moscú, y Liubov Gurevich y Maria Chejova en San Petersburgo.
Esta organización, formada por figuras de extrema izquierda, establecía que la lucha de las mujeres por sus derechos, también debía ser considerada parte de la liberación política; abogaba por la protección laboral de las trabajadoras, la inclusión de la mujer en servicios públicos como parte de esta protección, la desaprobación de actividades que alienten la prostitución de mujeres y la libertad para elegir a sus representantes nacionales, tanto para mujeres como para hombres.

### Revolución de Febrero
Trotski en su obra Historia de la Revolución Rusa escribe que la mujer proletaria fue la precursora de la gesta revolucionaria. Meses previos al estallido de la Revolución de Octubre, el 24 de febrero precisamente, un día posterior al Día internacional de la Mujer, de acuerdo con el calendario juliano, trabajadoras de diversas industrias textiles (sector poblacional con un nivel de opresión mayor a otros) se declararon en huelga, aun cuando, por parte del Comité de la barriada obrera de Viborg se les habían dado indicaciones de no recurrir a una; el objetivo de las huelguistas era conseguir el pan de cada día para alimentarse a ellas mismas como a sus hijos.
No obstante, la huelga serviría como incentivo para futuras revueltas y grandes movimientos de masas en la Rusia imperial, al día siguiente de la huelga elaborada por la trabajadoras textiles, la mitad de los obreros industriales de Petrogrado se declararon en huelga, el 25 de febrero la lucha se generaliza y los cosacos disuelven a la policía rusa, por primera vez los manifestantes son atacados con armas de fuego por órdenes del zar Nicolás II. Para el 27 de febrero el pueblo revolucionario toma la ciudad y abogan por la detención de los jefes zaristas.

### Feminismo radical
El feminismo radical es de posición de ideas, no de violencia y agresividad, surgió en la década de 1970 en el contexto de Guerra Fría, post muerte de millones de mujeres en la IIGM en Europa, comienza un movimiento de apertura social de la mujer sin precedentes desde 1945 comienzan los primeros cambios sociales profundos en Europa y la mujer sería pilar fundamental de la sociedad comunista, en cambio en la sociedad occidental la mujer tuvo un rol de mujer cónyuge controlada durante al menos dos décadas y media hasta recién los años sesenta y setenta donde comienza la revolución contracultural y nacimiento de la mujer moderna, esta defiende que la sociedad moderna y sus construcciones (ley, religión, política, arte, etc.) son predominantemente el producto de los hombres, y están imbuidas de un carácter patriarcal.
Desde este punto de vista, la mejor manera de acabar con la opresión de la mujer sería reemplazar el patriarcado por una cultura basada en la igualdad de género y mediante la comunicación social o el socialismo de toda la población hombres y mujeres crear el sistema de respeto, derechos y deberes para elevar el sistema de la mujer y la familia si desea ella tomar como referente.

### Feministas marxistas
Algunas feministas en este momento consideraron que esta crítica al patriarcado era insuficiente, y comenzaron a analizar la situación de las mujeres desde un punto de vista marxista. Con anterioridad hubo marxistas que se acercaron a la problemática del sexismo, como Alexandra Kollontai esta habló sobre lo que consideraban desigualdades y abusos sociales, entre ellos la sexualidad promovida por la Iglesia católica durante siglos en Europa, para ellas contraria a los derechos de las mujeres.
Uno de los nombres más figurativo en el movimiento socialista femenino fue el de Alexandra Kollontoi, quien escribió el libro Bases sociales de la cuestión de la mujer, que causó mucha polémica al hablar sobre organizaciones feministas rusas y por proclamar un nuevo eslogan para la lucha feminista, que incitaba una lucha de mujeres de todas las clases, no solo la de trabajadoras. También orientó la pugna hacia el lado económico al decir que la liberación femenina se alcanzaría realmente si existe un cambio en el sistema, ahora, también  económico y no solo social.
La actual problemática del feminismo marxista es que la lucha de clases marxista es trasladada a una lucha de géneros, en la que la mujer asume el rol de clase proletaria oprimida y el hombre el de patrón opresor.

## Citas bibliográficas
- Elejabeita C. (1987). Liberalismo, marxismo y feminismo. Barcelona: Anthrophos.
- Amorós Celia; Miguel Ana de (2005). Teoría feminista: de la Ilustración a la globalización. Vol. 1. De la Ilustración al segundo sexo. Madrid: Minerva Ediciones.
- De Martino, M. MARXISMO, GÉNERO E HISTORIA SOCIAL. Revista de Políticas Públicas [en línea]. 2010, 14(1), 39-45[fecha de Consulta 24 de noviembre de 2021]. ISSN: . Disponible en: https://www.redalyc.org/articulo.oa?id=321127307004
- Smith, S. (2013) Marxismo, feminismo y liberación de la mujer. Recuperado de: https://www.legisver.gob.mx/equidadNotas/publicacionLXIII/Sharon%20Smith%20-%20Marxismo,%20Feminismo%20y%20Liberación%20de%20la%20Mujer.pdf
- Frencia, C., & Gaido, D. (2018). Feminismo y movimientos de mujeres socialistas en la Revolución Rusa. In Feminismo y movimiento de mujeres socialistas en la Revolución Rusa. Ariadna Ediciones. https://doi.org/10.26448/9789568416638.12

- Datos: Q1321958